# メアリー・ブラウン
メアリー・ケンドール・ブラウン（Mary Kendall Browne, 1891年6月3日 - 1971年8月19日）は、アメリカ・カリフォルニア州ベンチュラ郡出身の女子テニス選手。1910年代から1920年代にかけて、アメリカの女子テニス界を代表する選手として活動した。彼女は全米選手権（現在の全米オープンテニス）で1912年-1914年の3年連続「ハットトリック」（女子シングルス・女子ダブルス・混合ダブルス3部門制覇）を達成し、1926年に全仏選手権女子シングルス準優勝・ウィンブルドン選手権女子ダブルス優勝を経て、アメリカ人女性として最初の「プロテニス選手」になった。現役時代は身長157cmほどの小柄な体格で、堅実なボレーを最大の武器とした。テニス文献では Mary K. Browne （メアリー・K・ブラウン）と記載されることが多い。

## 来歴
ブラウンは1912年の全米選手権でテニス界にデビューし、以後1914年まで3年連続「ハットトリック」を達成した。1912年の全米選手権では、女子シングルス決勝でエレオノラ・シアーズを 6-4, 6-2 で破り、女子ダブルスではドロシー・グリーンとコンビを組み（スコア：6-2, 5-7, 6-0）、混合ダブルスではリチャード・ウィリアムズと組んで優勝した。ブラウンはこの3試合を1日のうちにこなしたが、その日は土砂降りのような豪雨が降り続いた。混合ダブルス決勝戦は長い試合になり、ブラウンとウィリアムズはシアーズとウィリアム・クローシャーの組に 6-4, 2-6, 11-9 のスコアで競り勝った。3試合すべてを合わせて、ブラウンは豪雨の1日のうちに「82ゲーム」を戦い抜いたことになる。それから、彼女は1913年の女子シングルス決勝でドロシー・グリーン、1914年にマリー・ワーグナーを破って3連覇を達成した。1913年と1914年の女子ダブルスではルイーズ・ウィリアムズと組み、混合ダブルスはビル・チルデンと組んで2年連続優勝を果たしている。全米選手権における女子選手の3年連続ハットトリックは、1909年から1911年にかけてヘイゼル・ホッチキス（当時は旧姓）が達成しており、ブラウンはホッチキスのすぐ後に続いた。
その後、ブラウンは7年間テニスの競技大会から遠ざかり、1921年に再び全米選手権に戻ってきた。7年ぶりの出場で、彼女はルイーズ・ウィリアムズとの女子ダブルスと、ビル・ジョンストンと組んだ混合ダブルスの2部門で優勝したが、女子シングルス決勝ではモーラ・マロリーに 6-4, 4-6, 2-6 で敗れて準優勝になり、7年ぶりのハットトリックを逃した。4年後の1925年全米選手権女子ダブルスでヘレン・ウィルスと組み、ここで4年ぶり5度目の全米女子ダブルス優勝を果たす。1926年、ブラウンは35歳にして全仏選手権とウィンブルドン選手権に遠征した。全仏選手権は1925年から、フランス人以外の選手たちの参加を認めた国際大会となる。2度目の国際大会で、ブラウンは準々決勝でキティ・ゴッドフリー（イギリス）、準決勝でコルネリア・ボウマン（オランダ）を破り、決勝戦に進出した。この決勝戦ではスザンヌ・ランランから1ゲームしか奪えず 1-6, 0-6 の完敗に終わり、女子シングルス準優勝者になる。続くウィンブルドンでは、女子ダブルスでエリザベス・ライアンとペアを組み、キティ・ゴッドフリーとイブリン・コリヤーのイギリスペアを 6-1, 6-1 で破って優勝した。ウィンブルドン女子ダブルスの優勝後、ブラウンは世界初の「プロテニス選手」に転向した。
メアリー・ケンドール・ブラウンは、興行としての「プロテニス」の創設に関わった人のひとりでもある。スポンサーとなった「C・C・パイル社」によるプロ選手契約書に署名した、世界最初のプロテニス選手たちの顔触れは以下の通りである。フランスのスザンヌ・ランラン、ポール・フェレー、アメリカのビンセント・リチャーズ、ハワード・キンゼイ、ハーベイ・スノッドグラス、メアリー・ブラウンの6名が、1926年の冬から1927年にかけて北アメリカで行われた史上初の「プロテニスツアー」に参加した。世界初の女子プロテニス選手となったランランとブラウンの興行試合は、ランランの38戦全勝に終わった。
ブラウンはテニスと並んで、ゴルフでもトップレベルの力量を発揮した。1924年全米選手権の女子シングルス準決勝で敗れた直後、彼女は「全米女子アマチュアゴルフ選手権」（U.S. Women's Amateur Golf Championship）で準優勝の成績を収めた。マッチプレー方式の競技大会で、ブラウンはグレナ・コレット（1903年 - 1989年）を準決勝で破った後、決勝でドロシー・キャンベル・ハード（1883年 - 1945年）に 7 アンド 6 で敗れて準優勝になった。2人とも女子ゴルフの先駆者として、後に世界ゴルフ殿堂入りした名選手である。彼女たちとの戦いから40年の歳月が過ぎた後も、ブラウンは70歳代でゴルフの1ラウンドを70台のスコアで回ることができたという。
1954年に国際テニス殿堂がアメリカ・ロードアイランド州ニューポートの地に設立され、第1回の殿堂入り式典は1955年に行われた。メアリー・ケンドール・ブラウンは1957年に第3回の殿堂入りを果たし、1971年8月19日にカリフォルニア州ラグナヒルズにて80歳で死去した。

## 主な成績
- 全米選手権　女子シングルス：3勝（1912年-1914年）／女子ダブルス：5勝（1912年-1914年・1921年・1925年）／混合ダブルス：4勝（1912年-1914年・1921年）
- ウィンブルドン選手権　女子ダブルス：1勝（1926年）
- 全仏選手権　女子シングルス準優勝：1926年